# Ryszard Lewański
Ryszard Kazimierz Lewański (ur. 24 listopada 1918 w Warszawie, zm. 30 maja 1996 w Bolonii) − językoznawca, bibliotekoznawca i historyk, profesor polonistyki na uniwersytetach w Pizie i Udine, podczas II wojny światowej żołnierz 2 Korpusu Polskiego.

## Życiorys
Po ukończeniu warszawskiego gimnazjum im. Mikołaja Reja Ryszard Lewański rozpoczął studia historyczne na Uniwersytecie Warszawskim, nie ukończył ich jednak przed wybuchem II wojny światowej. Schwytany przy próbie nielegalnego przekroczenia granicy węgierskiej, został uwięziony przez NKWD a następnie zesłany do obozu pracy w Karelii.
W listopadzie 1941 roku został zwolniony do formującej się Polskich Sił Zbrojnych w ZSRR i wcielony do Ośrodka Zapasowego 5 Wileńskiej Dywizji Piechoty na stanowisko rekaktora dywizyjnego biuletynu informacyjnego. Wiosną 1942 został przeniesiony do Wydziału Oświaty i Kultury 5 Wileńskiej DP. W sierpniu tego roku na terytorium Iraku został mianowany oficerem oświatowym i powierzono mu redakcję powielanej gazetki „W Marszu”. W czasie kampanii włoskiej przebywał w 5 Kresowej Dywizji Piechoty, a następnie w Redakcji „Dziennika Żołnierza Armii Polskiej na Wschodzie”, w charakterze Public Relations Officer na stanowisku redaktora działu informacji ze świata. W maju 1945 rozpoczął studia na Uniwersytecie Bolońskim, ale w październiku 1946 został ewakuowany do Wielkiej Brytanii, gdzie był dziennikarzem „Słowa Polskiego”.
Jesienią 1947 wrócił do Bolonii i kontynuował przerwane studia. Dwa lata później uzyskał dyplom Uniwersytetu Bolońskiego. Pozostał na uczelni jako lektor języka polskiego, zaś w 1951 roku wyjechał do Stanów Zjednoczonych, gdzie również prowadził uniwersyteckie lektoraty języków polskiego i włoskiego, uzyskał także stopień naukowy z bibliotekoznawstwa na Uniwersytecie w Berkeley. W 1960 roku powrócił do Włoch.
W latach 1973−1979 był profesorem polonistyki na Uniwersytecie w Pizie, 1979−1990 w Udine. Był autorem kilkunastu pozycji naukowych, w tym bibliografii slawistycznych, około stu artykułów i rozpraw naukowych, współredaktorem wydawanych przez Uniwersytet Jagielloński „Studia Italo-Polonica” i londyńskiego „Pamiętnika Literackiego”. Jego zasługą było odnowienie działalności Akademii Historii i Literatury Polskiej i Słowiańskiej im. Adama Mickiewicza (Accademia di Storia e Letteratura Polacca e Slava „Adamo Mickiewicz”) na Uniwersytecie Bolońskim. Zmarł w 1996 roku w Bolonii, gdzie zamieszkał na stałe.